# 1591.
◄ | 15. stoljeće | 16. stoljeće | 17. stoljeće | ►
◄ | 1560-ih | 1570-ih | 1580-ih | 1590-ih | 1600-ih | 1610-ih | 1620-ih | ►
◄◄ | ◄ | 1588. | 1589. | 1590. | 1591. | 1592. | 1593. | 1594. | ► | ►►
Arhitektura • Astronomija • Glazba • Kazalište • Kiparstvo • Knjige • Književnost • Kršćanstvo • Medicina • Politika • Pravo • Promet • Slikarstvo • Znanost

## Događaji
- Frane Petrić objavljuje djelo Nova sveopća filozofija (Nova de universis philosophia).
- Osmanlije osvajaju Ripač u blizini Bihaća i Hrastovicu

## Rođenja
- početkom 1591. – Ivan Bunić Vučić, hrvatski barokni pjesnik († 1658.)

## Smrti
- 18. srpnja – Jakob Petelin Gallus, slovenski skladatelj (* 1550.)
- 14. prosinca – Ivan od Križa – katolički svetac (* 1542.)
- Bernardino Campi, talijanski renesansni slikar (* 1522.)

## Vanjske poveznice
|  | Zajednički poslužitelj ima još gradiva o temi 1591. |